# Elephantorrhiza obliqua
Elephantorrhiza obliqua är en ärtväxtart som beskrevs av Burtt Davy. Elephantorrhiza obliqua ingår i släktet Elephantorrhiza och familjen ärtväxter. Inga underarter finns listade i Catalogue of Life.